# Love & Friendship
Love & Friendship és un drama romàntic de 2016 escrit i dirigit per Whit Stillman. La pel·lícula està basada en la novel·la epistolar Lady Susan de Jane Austen, publicada el 1871.

## Argument
El 1790, la jove i recentment vídua Lady Susan Vernon busca una parella rica i adequada per la seva filla, Frederica.

## Repartiment
- Kate Beckinsale: Lady Susan Vernon
- Chloë Sevigny: Alicia Johnson
- Xavier Samuel: Reginald DeCourcy
- Stephen Fry: Sr. Johnson
- Emma Greenwell: Catherine Vernon
- Morfydd Clark: Frederica Vernon

## Premis i nominacions
- 2016: Festival de Rotterdam: Nominada pel Big Screen Award
- 2016: Premis Gotham: Nominada a Millor actriu (Kate Beckinsale) i Guió
- 2016: Premis Critics Choice: Nom. a Millor actriu còmica (Beckinsale) i Vestuari
- 2016: Seattle International Film Festival: Nominada a Millor actriu
- 2016: Premis Satellite: Nominada a Millor vestuari

## Crítica
- "Refrescant i deliciosa comèdia d'època (...) Irradia encant en cada seqüència, àgil i sintètic (...) L'humor és un prodigi de subtilesa (...) Puntuació: ★★★★ (sobre 5)"[2]
- "Amb un enfocament fresc, així com trempat i animós, aquesta innovadora adaptació (...) resulta alegre en la major part del seu escàs metratge, però manca del punch emocional que es troba en els millors treballs de Austen"[3]
- "Una adaptació extremadament elegant i delicadament afiligranada (...) Amb el seu amor per la roba elegant i la dicció amb classe, Whit Stillman demostra una res sorprenent facilitat intuïtiva per Austen"[4]